# Eupatorium altissimum
Eupatorium altissimum es una planta herbácea de la familia Asteraceae natural de Norteamérica, desde Ontario hasta Nebraska, este de Texas, Florida, y Massachusetts. Casi siempre crece en suelos de caliza, al igual que Brickellia eupatorioides, con la que se confunde a menudo. Se pueden hibridar con Eupatorium serotinum.

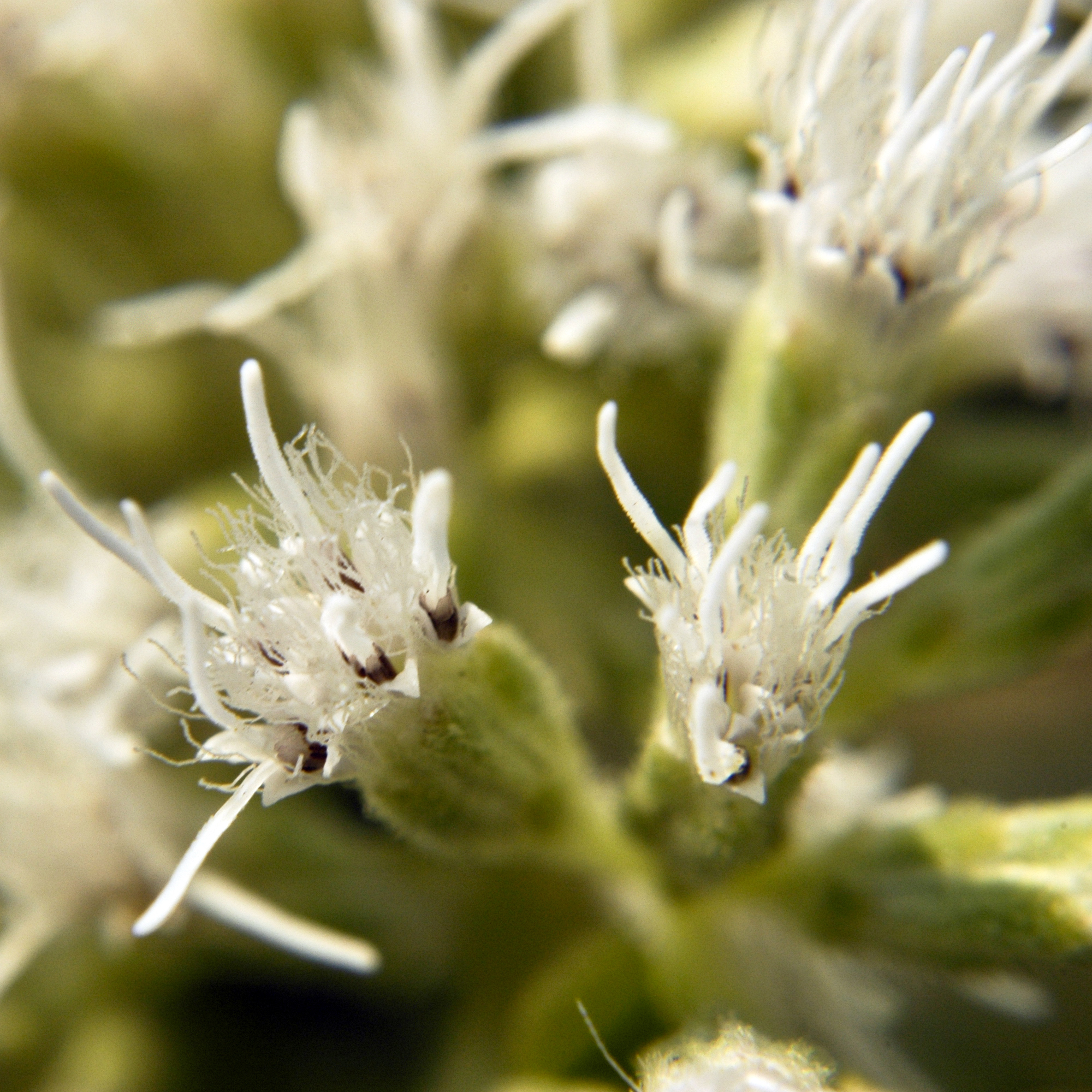
Flor

## Descripción
Eupatorium altissimum es una hierba perenne a veces alcanzan un tamaño de más de 150 cm de altura. Las hojas y tallos están cubiertos de pelos blanquecinos. La planta produce un gran número de pequeñas cabezas de flores blancas en una gran variedad de cimas planas en la parte superior de la planta. Cada cabeza tiene generalmente 5 floretes del disco, pero no flores liguladas.

## Taxonomía
Eupatorium altissimum fue descrita por Carlos Linneo y publicado en Species Plantarum 2: 837. 1753.
Etimología
Eupatorium: nombre genérico que viene del griego y significa "de padre noble". Cuyo nombre se refiere a Mitrídates el Grande, que era el rey del Ponto en el siglo I a. C. y a quien se le atribuye el primer uso de la medicina. De hecho, las especies de este género, a lo largo del tiempo, han tomado diversas denominaciones vulgares referidas sobre todo a la medicina popular, esto sirve para resaltar las propiedades de Eupatoria, aunque actualmente este uso se ha reducido algo debido a algunas sustancias hepatotóxicas presentes en estas plantas.
altissimum: epíteto latíno que significa "el más alto".
Sinonimia
- Eupatorium elatum Salisb. 1796, not validly published, not Steetz 1854
- Eupatorium floridanum Raf. ex Torr. & A.Gray, not validly published
- Eupatorium ramosum Mill.
- Eupatorium rupestre Raf.
- Eupatorium saltuense Fernald
- Uncasia altissima (L.) Greene[8]